# Medina Metro
Die Medina Metro (arabisch مترو المدينة المنورة) ist ein geplantes U-Bahnsystem für die Stadt Medina in Saudi-Arabien.

## Planung und Entwicklung
Das Projekt wurde erstmals am 4. November 2013 von der saudischen Regierung angekündigt. Ziel ist es, den öffentlichen Nahverkehr in der heiligen Stadt zu verbessern und den wachsenden Anforderungen der Bevölkerung sowie der Pilger gerecht zu werden. Die Medina Metro soll aus drei Linien bestehen, die eine Gesamtlänge von 95 Kilometern abdecken. Davon sollen 25 Kilometer unterirdisch und 48 Kilometer als Hochbahn auf Viadukten entstehen. Die Planung sieht vor, das Projekt in zwei Phasen zu realisieren. Die erste Phase umfasst die Verbindung zwischen dem Flughafen und der Prophetenmoschee.
Im Jahr 2015 wurde ein Konsortium aus den französischen Unternehmen Systra und der Egis Group beauftragt, Machbarkeitsstudien durchzuführen und ein vorläufiges Design für das Metro-System zu erstellen. Ursprünglich war geplant, die Metro in den 2020er Jahren in Betrieb zu nehmen, jedoch wurde das Projekt mehrfach verschoben.

## Herausforderungen und Zukunft
Die Umsetzung des Projekts steht vor mehreren Herausforderungen, darunter Unterbringungsprobleme für nicht-muslimische Projektbeteiligte, die Finanzierung und die technische Komplexität. Dennoch bleibt die Medina Metro ein wichtiger Bestandteil der langfristigen Entwicklungspläne für die Stadt, insbesondere im Hinblick auf die steigende Bevölkerungszahl und die wachsende Zahl von Pilgern. Jedes Jahr kommen Millionen von Haddsch- und Umrah-Pilgern nach Medina, um die Prophetenmoschee zu besuchen. Bis zum Jahr 2040 wird eine jährliche Besucherzahl von 8,6 Millionen für den Haddsch und 3,6 Millionen für die Umrah prognostiziert. Auch die Bevölkerung in Medina und den umliegenden Vororten wird bis 2040 von 1,1 Millionen (2014) auf 2,6 Millionen Menschen ansteigen.
2024 gewann das Konsortium aus Systra und Egis den Auftrag, ein Busnetz für Medina zu errichten, welches bis 2030, mit bis zu 500 Haltestellen, 80–90 % des Gebietes abdecken soll.